# Disophrys seminigra
Disophrys seminigra är en stekelart som beskrevs av Szepligeti 1911. Disophrys seminigra ingår i släktet Disophrys och familjen bracksteklar. Inga underarter finns listade i Catalogue of Life.